# Опорно-двигательная система
Опорно-двигательная система (опорно-двигательный аппарат, костно-мышечная система, локомоторная система, скелетно-мышечная система) — функциональная совокупность костей скелета, их соединений (суставов и синартрозов) и соматической мускулатуры со вспомогательными приспособлениями, осуществляющих посредством нервной регуляции локомоции поддержание позы, мимики и других двигательных действий, наряду с другими системами органов, образует человеческое тело.
Среди наук, изучающих опорно-двигательную систему человека, — медицина (анатомия, физиология, ортопедия, травматология, спортивная медицина, протезирование, клиническая биомеханика), биомеханика и физическая культура (теория физической культуры, биомеханика физических упражнений).

## Строение кости
Структурной единицей кости является остеон (гаверсова система). Он представляет собой совокупность костных пластинок, вставленных одна в другую. Внутренняя пластинка окружает центральный, или гаверсовый, канал, в котором проходят сосуды и нервы. Пластинки состоят из коллагеновых волокон и основного вещества белковой природы, пропитанного минеральными элементами. Каждый остеон включает от 4 до 20 пластинок, а между ними имеются полости в виде тыквенного семечка, в которых находятся клетки-остеоциты. Пространство между остеонами заполнено вставочными пластинками. 
Каждая кость снаружи и изнутри образована наружными и внутренними генеральными пластинками. В этих пластинках находятся многочисленные проводящие каналы для идущих от надкостницы внутрь кровеносных сосудов и нервов.
Кости разделяют на трубчатые, губчатые и плоские. Первые образуют кости нижних и верхних конечностей. Губчатые — тела позвонков, грудину, запястья, предплюсну и мелкие кости кисти и стопы. Плоские — кости черепа, лопатки и тазовые кости.

## Функции двигательного аппарата
1. опорная — фиксация мышц и внутренних органов;
2. защитная — защита жизненно важных органов (головной мозг и спинной мозг, сердце и др.);
3. двигательная — обеспечение простых движений, двигательных действий (осанка, локомоции, манипуляции) и двигательной деятельности;
4. рессорная — смягчение толчков и сотрясений;
5. функция кроветворения — образование крови в красном костном мозге.
6. метаболическая функция — участие в обмене кальция, железа, меди и фосфора.
7. биологическая — участие в обеспечении жизненно важных процессов, такие как минеральный обмен, кровообращение, кроветворение и другие.

## Заболевания опорно-двигательного аппарата
- Анкилоз
- Артрит
- Артроз
- Ахондроплазия
- Бурсит
- Вывих
- Миалгия
- Дистрофия
- Остеоартрит
- Остеопороз
- Переломы костей лицевого скелета
- Подагра
- Растяжение связок
- Мегатизм
- Ревматоидный артрит
- Судорога
- Тендинит
- Плоскостопие
- Сколиоз

### Спортивные травмы
- Растяжение
- Повреждения голени
- Перелом костей нижней конечности (бедра, голени)
- Разрыв хрящей
- Разрыв сухожилий